# АФАС Стадион
АФАС Стадион је стадион који се налази у Алкмару. На њему своје утакмице игра АЗ Алкмар. Изграђен је 2006. године и коштао је 38 милиона еура.
Стадион је званично отворен 4. августа 2006. године. Аз је одиграо пријатељску утакмицу са Арсеналом и изгубио 0:3.